# Heterochorema paradoxicum
Heterochorema paradoxicum är en nattsländeart som först beskrevs av Oliver S. Flint Jr. 1983.  Heterochorema paradoxicum ingår i släktet Heterochorema och familjen Hydrobiosidae. Inga underarter finns listade i Catalogue of Life.

## Bildgalleri

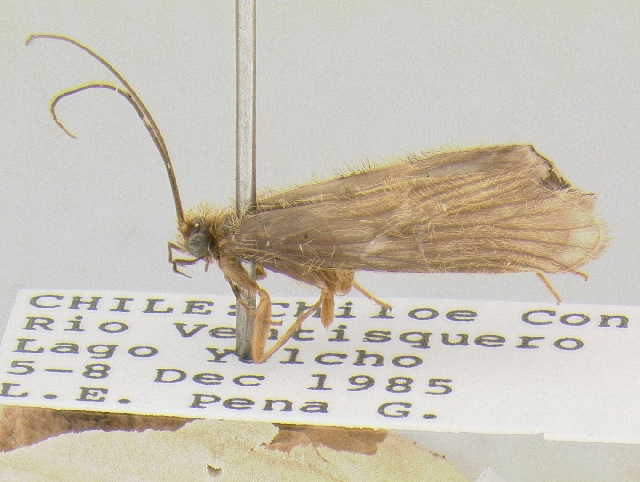